# Лаздийський район
Лаздийський район (лит. Lazdijų rajono savivaldybė) — муніципалітет районного рівня на півдні Литви, що знаходиться у Алітуському повіті. Адміністративний центр — місто Лаздияй.

## Географія
Площа району 1 309 км². У районі понад 150 озер, які займають площу 10 738 га; найбільші озера — Дуся (2 337 га), Метеліс (1 299 га), Сейріїс (503 га). На півночі району розташована велика частина південного сегменту біосферного резервату Жувінтас.

## Адміністративний поділ та населені пункти
Район включає 14 староств:
- Будвечіське (лит. Būdviečio seniūnija, центр — Аштріої Кірсна)

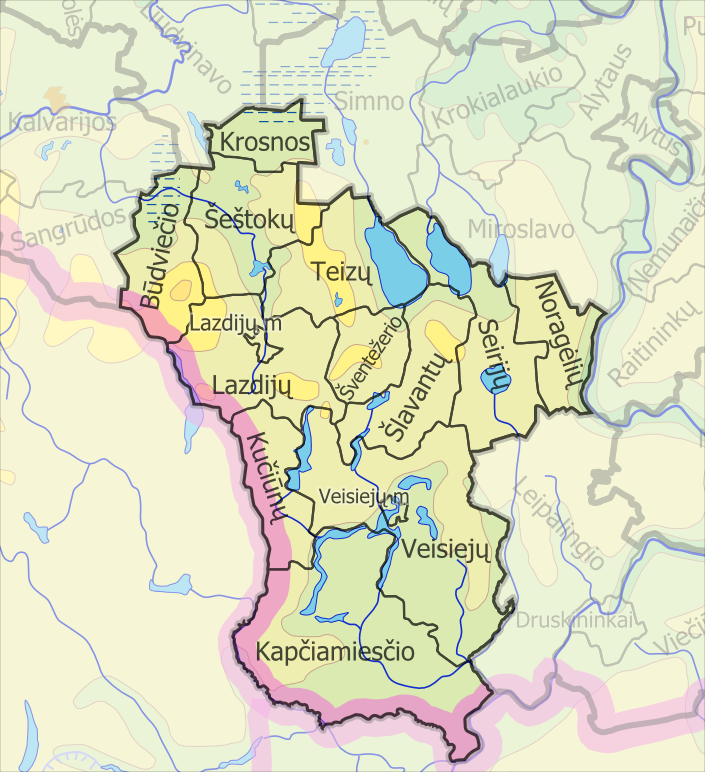
Староства Лаздийського району

- Вейсеяйське міське (лит. Veisiejų miesto seniūnija, Вейсеяй)
- Вейсеяйське (лит. Veisiejų apylinkių seniūnija, Вейсеяй)
- Капчямєстіське (лит. Kapčiamiesčio seniūnija, Капчямєстіс)
- Кросненське (лит. Krosnos seniūnija,Кросна)
- Кучюнайське (лит. Kučiūnų seniūnija, Кучюнай)
- Лаздийське (лит. Lazdijų seniūnija, Лаздияй)
- Лаздийське міське (лит. Lazdijų miesto seniūnija, Лаздияй)
- Норагеляйське (лит. Noragėlių seniūnija, Норагеляй)
- Сейріяйське (лит. Seirijų seniūnija, Сейріяй)
- Тейзайське (лит. Teizų seniūnija, Тейзай)
- Шештокайське (лит. Šeštokų seniūnija, Шештокай)
- Шлаватайське (лит. Šlavantų seniūnija, Авіжєнай),
- Швентежеріське (лит. Šventežerio seniūnija, Швентежеріс)

Район містить 2 міста — Лаздияй та Вейсеяй; 6 містечок — Капчямєстіс, Кросна, Рудаміна, Сейріяй, Шештокай та Швентежеріс; 350 сіл.
Чисельність населення найбільших поселень (2001):
- Лаздияй — 5140 осіб
- Вейсеяй — 1762 осіб
- Сейріяй — 933 осіб
- Шештокай — 755 осіб
- Капчямєстіс — 691 осіб
- Кайліняй — 505 осіб
- село Лаздияй — 493 осіб
- Кросна — 401 осіб
- Тейзай — 341 осіб
- Верстамінай — 310 осіб

## Населення
Згідно з переписом 2011 року у районі мешкало 22455осіб.
Етнічний склад:
- Литовці — 98,1 % (22029 осіб);
- Росіяни — 0,84 % (190 осіб);
- Поляки — 0,34 % (77 осіб);
- Українці — 0,09 % (21 осіб);
- Білоруси — 0,06 % (14 осіб);
- Інші — 0,55 % (124 осіб).

## Відомі люди

### В районі народилися
- Нійоле Амбразайтіте — оперна співачка, народна артистка СРСР (1977)